# Linea Alpico Kamikōchi

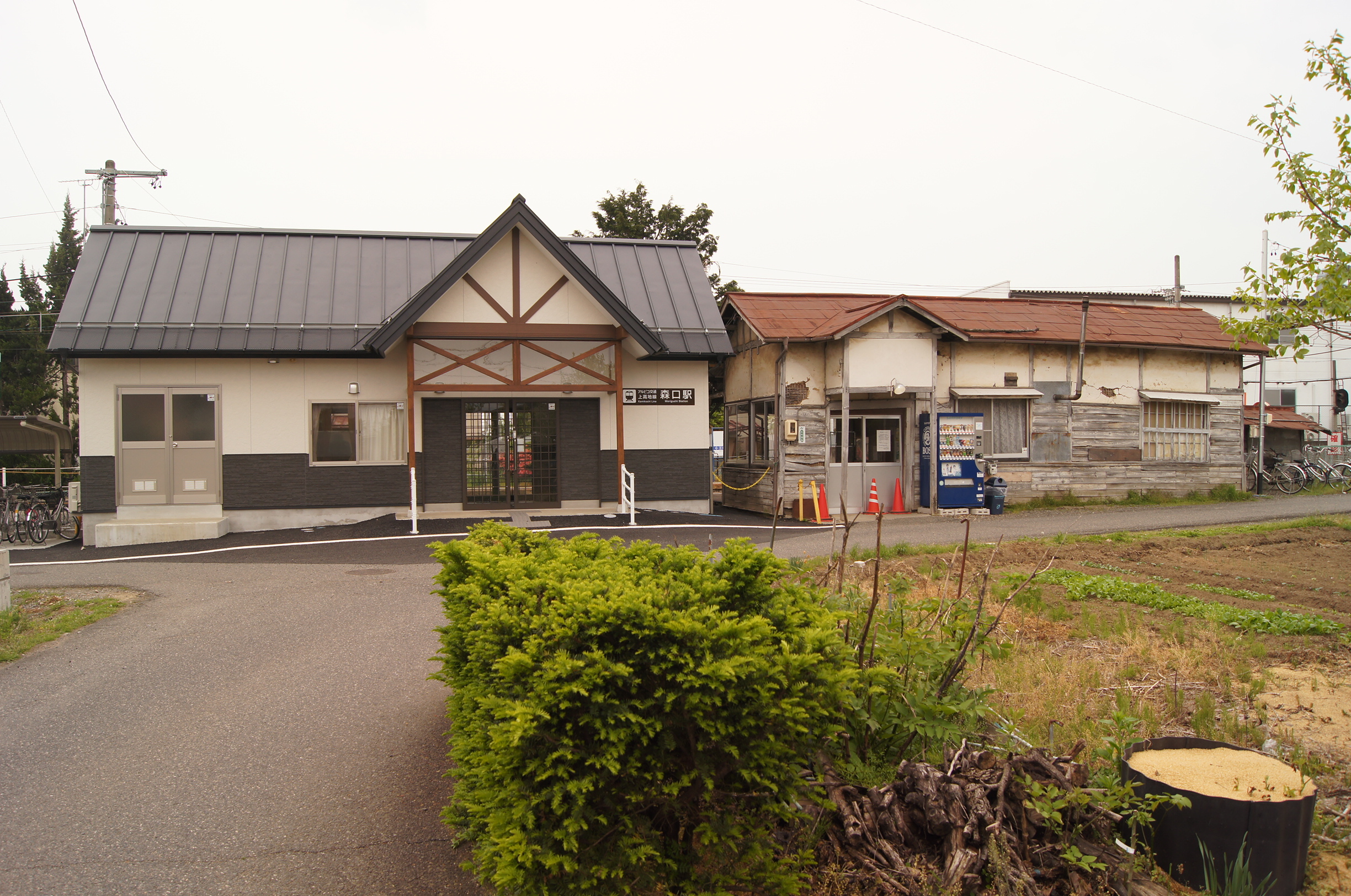
Moriguchi, una tipica stazione in campagna della linea Ueda

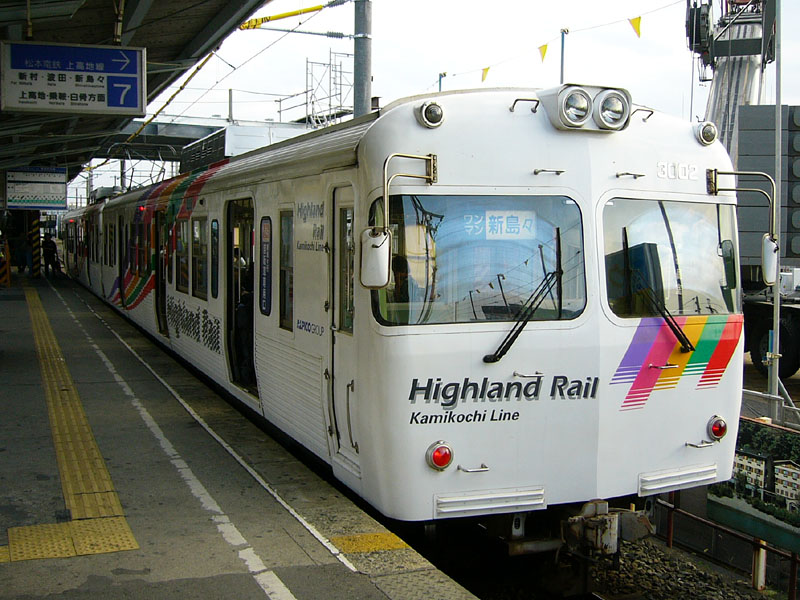
Un treno serie 3000

La  linea Alpico trasporti Kamikōchi (アルピコ交通上高地線?, Arupiko kōtsū Kamikōchi-sen), gestita dalla società Alpico Kōtsū, è una ferrovia urbana a scartamento ridotto che collega le stazioni di Matsumoto e Shin-Shimashima, tutte nella città di Matsumoto a sud della prefettura di Nagano. Sebbene corra per tutta la sua estensione nell'area comunale di Ueda, la linea di fatto attraversa una vasta zona di campagna, e fornisce l'accesso alla famosa zona montana del Kamikōchi.

## Caratteristiche
La linea si separa dalla stazione di Matsumoto e, dopo poche stazioni nella tratta urbana corre prevalentemente in aperta campagna. La maggior parte degli utilizzatori è costituita da studenti e da turisti in visita alla zona del Kamikōchi.

### Dati tecnici
- Lunghezza totale: 11,6 km
- Scartamento: 1067 mm
- Stazioni totali: 14
- Binari: tutta la linea è a binario semplice
- Elettrificazione: tutta la linea a 1500 V CC
- Sistema di blocco: automatico
- Sistema di controllo treno: ATS

## Servizi
Tutti i treni percorrono tutta la linea fermando in tutte le stazioni. La frequenza è di un treno ogni 30 o 40 minuti, e non è cadenzata.

## Stazioni
- Tutte le stazioni si trovano nella città di Matsumoto, nella prefettura di Nagano

| Stazione                      | Giapponese       | Dist. interst. | Dist. totale | Collegamenti                                                   |
| ----------------------------- | ---------------- | -------------- | ------------ | -------------------------------------------------------------- |
| Matsumoto                     | 松本             | -              | 0.0          | Linea Shinonoi Linea Ōito                                      |
| Nishi-Matsumoto               | 西松本           | 0.4            | 0.4          |                                                                |
| Nagisa                        | 渚               | 0.7            | 1.1          |                                                                |
| Shinano-Arai                  | 信濃荒井         | 0.8            | 1.9          |                                                                |
| Ōniwa                         | 大庭             | 0.7            | 2.6          |                                                                |
| Shimonii                      | 下新             | 1.8            | 4.4          |                                                                |
| Kitanii Matsumoto Daigaku-mae | 北新・松本大学前 | 1.0            | 5.4          |                                                                |
| Niimura                       | 新村             | 0.8            | 6.2          |                                                                |
| Samizo                        | 三溝             | 1.4            | 7.6          |                                                                |
| Moriguchi                     | 森口             | 1.0            | 8.6          |                                                                |
| Shimojima                     | 下島             | 0.9            | 9.5          |                                                                |
| Hata                          | 波田             | 1.6            | 11.1         |                                                                |
| Endō                          | 渕東             | 1.6            | 12.7         |                                                                |
| Shin-Shimashima               | 新島々           | 1.7            | 14.4         | Autobus per altopiano di Norikura, Shirahone onsen e Kamikōchi |

## Materiale rotabile
- Serie 3000 (4 composizioni bloccate da 2 casse) (ex Keiō serie 3000)

## Tariffe
I seguenti prezzi sono relativi agli adulti. I bambini pagano la metà, arrotondata alla decina superiore. Dati del 15 marzo 2008.
| Distanza (km) | Prezzo (yen) |
| ------------- | ------------ |
| - 2.9         | 170          |
| 3.0 - 4.0     | 190          |
| 4.1 - 5.0     | 240          |
| 5.1 - 6.0     | 300          |
| 6.1 - 7.0     | 350          |
| 7.1 - 8.0     | 390          |
| 8.1 - 9.0     | 440          |
| 9.1 - 10.0    | 480          |
| 10.1 - 11.0   | 520          |
| 11.1 - 12.0   | 560          |
| 12.1 - 13.0   | 600          |
| 13.1 - 14.0   | 640          |
| 14.1 - 14.4   | 680          |